# 大叶溲疏
大叶溲疏（学名：Deutzia hookeriana var. macrophylla）为虎耳草科溲疏属下的一个变种。

## 扩展阅读
- 維基物種上的相關：大叶溲疏